# Let Ethiopian Airlines 302
Let Ethiopian Airlines 302 byl pravidelný mezistátní let společnosti Ethiopian Airlines z etiopské Addis Abeby do keňského Nairobi. Letadlo registrace ET-AVJ typu Boeing 737 MAX se zřítilo dne 10. března 2019 krátce po vzletu u města Bishoftu, zhruba 60 km jihovýchodně od Addis Abeby. Zahynulo všech 157 osob na palubě (149 cestujících a 8 členů posádky).
Příčinou nehody byl chybný software na letadle typu Boeing 737 MAX 8. Po této nehodě byla všechna letadla tohoto typu celosvětově uzemněna. Podle švédského webu Flightradar24 měl stroj po startu problémy se stoupáním, jeho vertikální rychlost byla nestabilní.

## Oběti
Zahynulo všech 157 lidí na palubě – 149 pasažérů a 8 členů posádky.
Při nehodě zemřela mj. manželka a dvě děti slovenského poslance Antona Hrnka (SNS) a slovenská humanitární pracovnice Danica Olexová.
| Národnost              | Pasažéři |
| ---------------------- | -------- |
| Keňa                   | 32       |
| Kanada                 | 18       |
| Etiopie                | 9        |
| neznámí                | 8        |
| Čína                   | 8        |
| Itálie                 | 8        |
| Spojené státy americké | 8        |
| Francie                | 7        |
| Spojené království     | 7        |
| Egypt                  | 6        |
| Německo                | 5        |
| Indie                  | 4        |
| OSN                    | 4        |
| Slovensko              | 4        |
| Rakousko               | 3        |
| Rusko                  | 3        |
| Švédsko                | 3        |
| Izrael                 | 2        |
| Maroko                 | 2        |
| Polsko                 | 2        |
| Španělsko              | 2        |
| Belgie                 | 1        |
| Džibutsko              | 1        |
| Indonésie              | 1        |
| Irsko                  | 1        |
| Jemen                  | 1        |
| Nepál                  | 1        |
| Nigérie                | 1        |
| Norsko                 | 1        |
| Mosambik               | 1        |
| Rwanda                 | 1        |
| Saúdská Arábie         | 1        |
| Srbsko                 | 1        |
| Somálsko               | 1        |
| Súdán                  | 1        |
| Togo                   | 1        |
| Uganda                 | 1        |
| Celkem                 | 157      |

## Vyšetřování
Ve středu 13. března 2019 bylo oznámeno nalezení a vyzvednutí obou černých skříněk (zapisovač hovorů v pilotní kabině a záznamník s technickými údaji o letu).
Asi o měsíc později uvedl Americký úřad pro letectví, že letadlo typu Boeing 737 MAX 8 má chybný software a letadla tak byla celosvětově uzemněna.

## Stažení letounů Boeing 737 MAX z provozu
Nehoda se svým průběhem podobala jinému neštěstí stejného typu letounu, které se odehrálo v Indonésii o několik měsíců dříve. V reakci řada zemí začala vydávat zákazy vzletů a přistání strojů Boeing 737 MAX typů 8 a 9 až do vyšetření příčin. Během krátké doby se zákaz rozšířil téměř do celého světa, včetně celé Evropské unie a Spojených států amerických. Společnost Boeing krátce nato doporučila dočasně odstavit z provozu na celém světě všechny letouny tohoto typu.